# Pickwick Island
Pickwick Island (in Argentinien Isla Maveroff) ist eine Insel vor der Westküste der Antarktischen Halbinsel. Sie ist die größte der Pitt-Inseln im Archipel der Biscoe-Inseln.
Teilnehmer der British Graham Land Expedition (1934–1937) unter der Leitung des australischen Polarforschers John Rymill nahmen eine grobe Kartierung der Insel vor. Besser dargestellt findet sie sich auf einer argentinischen Landkarte aus dem Jahr 1957. Das UK Antarctic Place-Names Committee benannte sie 1959 nach Samuel Pickwick, der Hauptfigur aus dem Fortsetzungsroman Die Pickwickier (1836–1837) des britischen Schriftstellers Charles Dickens. Namensgeber der argentinischen Benennung ist Alférez Maveroff, ein Teilnehmer an einer von 1956 bis 1957 durchgeführten argentinischen Antarktisexpedition.